# Risoluzione 422 del Consiglio di sicurezza delle Nazioni Unite
La risoluzione 422 del Consiglio di sicurezza delle Nazioni Unite, adottata il 15 dicembre 1977, annotava un rapporto del Segretario generale secondo cui, a causa delle circostanze esistenti, la presenza della Forza di mantenimento della pace delle Nazioni Unite a Cipro sarebbe continuata a essere essenziale per una soluzione pacifica. Il Consiglio ha espresso le sue preoccupazioni in merito ad azioni che avrebbero potuto aumentare le tensioni e ha chiesto al Segretario Generale di riferire nuovamente entro il 31 maggio 1978 per seguire l'attuazione della risoluzione.
Il Consiglio ha riaffermato le sue precedenti risoluzioni, compresa la risoluzione 365 (1974), ha espresso la sua preoccupazione per la situazione, ha esortato le parti coinvolte a lavorare insieme per la pace e ha esteso ancora una volta lo stazionamento della Forza a Cipro, stabilito nella risoluzione 186 (1964), fino al 15 giugno 1978.
La risoluzione è stata adottata con 14 voti contrari; la Cina non ha partecipato al voto.